# 拜塞
拜塞（法語：Baissey，法語發音：[bɛsɛ]）是法国上马恩省的一个市镇，属于朗格勒区。

## 地理
拜塞（47°45'7"N, 5°15'4"E）面积9.97 平方千米，位于法国大東部大區上马恩省，该省份为法国东北部内陆省份，北起马恩省和默兹省，西接奥布省，西南接科多尔省，东南接上索恩省，东临孚日省。
与拜塞接壤的市镇（或旧市镇、城区）包括：弗拉热、勒谢、奥尔瑟沃、圣布鲁万莱福斯、下韦尔塞耶、维勒居西安勒拉克、维利耶莱萨普雷。

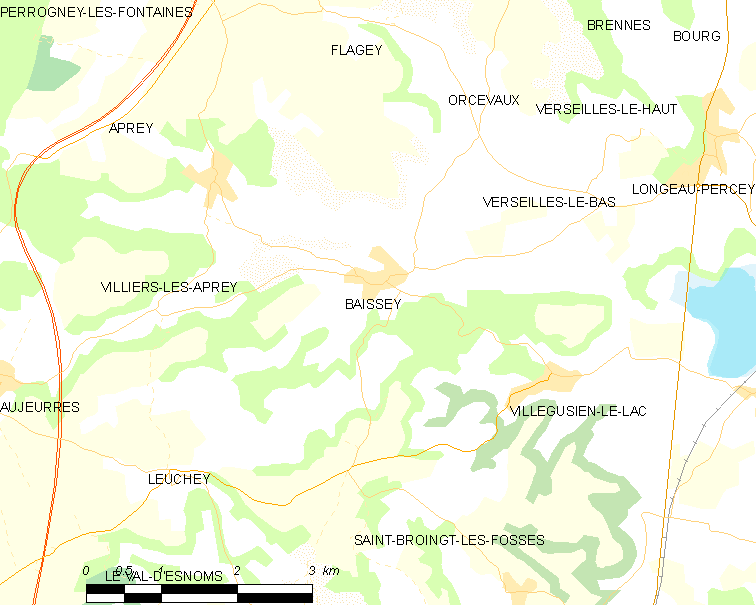
拜塞的OSM定位图

拜塞的时区为UTC+01:00、UTC+02:00（夏令时）。

## 行政
拜塞的邮政编码为52250，INSEE市镇编码为52035。

## 政治
拜塞所属的省级选区为维勒居西安勒拉克县。

## 人口

1962-2008年间拜塞人口变化图示

拜塞于2022年1月1日时的人口数量为172人。